# Okcitanščina
Okcitanščina ali langue d'oc (occitan ali lenga d'òc) je romanski jezik, ki ga govorijo v južni tretjini Francije (južno do reke Loire), katere jedro predstavlja današnja francoska regija Okcitanija, kakor tudi v nekaterih alpskih dolinah v Italiji in v Aranski dolini (Val d'Aran) v Španiji, kjer ga imenujejo aranščina. Ime jezika izhaja iz besede oc, besede za da v nasprotju z jeziki/narečji severne Francije ali langue d'oïl, ki so osnova uradni normi splošno razširjene francoščine. Okcitanski jezik je najbliže soroden katalonščini. Pogosto se zanj uporablja kar ime provansalščina po pokrajini Provansi, kjer govorijo enega od njegovih narečij, ki prehaja v galoitalsko ligurščino.

## Narečja
Jezikoslovec Pèire Bèc razlikuje naslednje narečne skupine in pripadajoča narečja:
- gaskonjsko narečje
- severnookcitanska skupina: lemozinsko narečje, auvergnatsko narečje, vivaro-alpinsko narečje
- južnookcitanska skupina: provansalsko narečje, languedoško narečje

Občasno se vanj uvršča tudi frankoprovansalsko narečje ali jezik (od 2010 je zanj v rabi novo ime - arpitanski jezik), ki sicer spada v skupino osmih oïlskih jezikov/narečij (severnofrancoskih, langue d'oïl), a predstavlja posebno vejo le-te (kot prehodno? narečje). Govorijo ga Frankoprovansalci v jugovzhodni Franciji, ob meji s Švico in Italijo, enako kot v italijanski dolini Aoste, Apuliji in Kalabriji ter v švicarskem kantonu Valais.

## Primeri
Nekaj običajnih fraz v okcitanščini:
- Okcitanec: Occitan /utsiˈta/
- Zdravo: adieu /aˈðiw/
- Adijo: adieu /aˈðiw/ (ko pozdravimo enega.); adieussiatz /aðiˈsjas/ (ko jih pozdravimo več)
- Prosim: se vos plai /se βuʰ ˈplaj/
- Hvala: mercé /merˈse/
- Oprosti/te: perdon /perˈðu/
- Ta: aquel /aˈkel/ (m.); aquela /aˈkelɔ/ (ž.)
- Koliko stane?: quant còsta? /ˈkan ˈkɔstɔ/
- Da: òc /ˈɔ/
- Ne: non /ˈnu/
- Ne razumem: Compreni pas /kumˈpreni ˈpas/
- Kje je kopalnica/stranišče?: ont son los comuns? /ˈun ˈsun ˈluʰ kuˈmys/
- Splošna zdravica: salut! /saˈlyt/;
- Govorite slovensko?: Parlatz eslovèn? /parˈlas esluˈβɛ/
- Govorite angleško?: Parlatz anglés? /parˈlas anˈgles/